# Bobadela (stacja kolejowa)
Bobadela (port: Estação Ferroviária de Bobadela) – stacja kolejowa w Bobadela, w regionie Lizbona, w Portugalii. Jest obsługiwana wyłącznie przez pociągi podmiejskie CP Urbanos de Lisboa, w tym przez Linha de Sintra i Linha da Azambuja.

## Charakterystyka
Posiada cztery tory, trzy z nich o długości 340 metrów i jeden 330 metrów; wszystkie perony mają 221 metrów długości i 90 centymetrów wysoki.

## Historia
Odcinek między Lizboną i Carregado została otwarta w dniu 28 października 1856, W lutym 1962 roku otwarto stację.

## Linie kolejowe
- Linha do Norte